# Paid Back (film, 1911)
Pour plus de détails, voir Fiche technique et Distribution.
Paid Back est un film muet américain réalisé par Colin Campbell et sorti en 1911.

## Fiche technique
- Titre : Paid Back
- Réalisation : Colin Campbell
- Scénario : Colin Campbell
- Producteur : William Selig
- Société de production : Selig Polyscope Company
- Format : Noir et blanc — 35 mm — 1.33:1 — Muet
- Dates de sortie : 
  - États-Unis : 28 décembre 1911

## Distribution
- Charles Clary
- Kathlyn Williams
- Edgar G. Wynn
- George L. Cox
- Frank Weed
- Lillian Leighton
- Adrienne Kroell